# アレシュ・メヤッチ
アレシュ・メヤッチ（Aleš Mejač 、1983年3月18日 - ）は、スロベニア・クラーニ出身の元サッカー選手。現役時代のポジションは、ディフェンダー。

## タイトル

### コペル
- スロベニア・カップ: 2006-07

### マリボル
- スロベニア・プルヴァリーガ (6): 2008-09, 2010-11, 2011-12, 2012-13, 2013-14, 2014-15
- スロベニア・カップ (3): 2009-10, 2011-12, 2012-13
- スロベニア・スーパーカップ (4): 2009, 2012, 2013, 2014